# Trigonophorus bonnardi
Trigonophorus bonnardi is een keversoort uit de familie bladsprietkevers (Scarabaeidae). De wetenschappelijke naam van de soort werd voor het eerst geldig gepubliceerd in 2009 door Delpont.